# Chris Carter (baloncestista)
Christopher John "Chris" Carter (n. Port St. Lucie (Florida), 30 de mayo de 1992) es un baloncestista estadounidense que pertenece a la plantilla del Science City Jena de la ProA de Alemania. Con 1,96 metros de estatura, juega en la posición de escolta. 

## Trayectoria deportiva
Es un alero formado en la Treasure Coast High School de su ciudad natal, antes de ingresar en 2011 en la Academia de la Fuerza Aérea de los Estados Unidos, situada en Colorado Springs, Colorado para jugar durante una temporada con los Air Force Falcons.
En 2012, cambia de universidad e ingresa en la Universidad Tecnológica de Florida con el que jugaría durante tres temporadas la División II de la NCAA, con los Florida Tech Panthers, desde 2012 a 2015.
Tras no ser elegido en el Draft de la NBA de 2015, en la temporada 2015-16 firma por el BC Odessa de la Superliga de baloncesto de Ucrania.
En la temporada 2016-17, firma por el BV Chemnitz 99 de la ProA, la segunda categoría del baloncesto alemán.
En la temporada 2017-18, firma por el SC Rasta Vechta de la ProA, la segunda categoría del baloncesto alemán, con el que logra el ascenso a la Basketball Bundesliga.
En la temporada 2018-19, forma parte de la plantilla del SC Rasta Vechta de la Basketball Bundesliga de Alemania.
En la temporada 2019-20, regresa al BV Chemnitz 99 de la ProA, la segunda categoría del baloncesto alemán.
El 29 de julio de 2020, firma por el Rostock Seawolves de la Basketball Bundesliga de Alemania. En su segunda temporada en el conjunto de Rostock, logra el ascenso a la Basketball Bundesliga.
En la temporada 2022-23, forma parte de la plantilla del Rostock Seawolves de la Basketball Bundesliga de Alemania.